# Bez komentara (TV emisija)
Bez komentara je hrvatski televizijski zabavni talk show koji je s emitiranjem krenuo 7. studenog 2008. Voditelj tog projekta je bio Dražen Ilinčić, dok su gosti komentatori bili Goran Pirš, Davor Gobac, Davor Dretar Drele i Vid Balog.

## Koncept emisije
"Bez komentara" je HRT-ov zabavni talk show koncipiran tako da u uvodu emisije svatko od sudionika kaže kakav mu je, privatno, bio radni tjedan i iz njega izdvoji temu ili vijest koja ga je obilježila. Voditelj emisije određuje što je tog tjedna bila top-tema o kojoj se naposljetku razvije šaljiva rasprava. Autor emisije je Goran Pirš, dok je scenarist Davor Dretar Drele.

## Raspored emitiranja
Emisija je svoju premijeru doživjela 7. studenog 2008. na drugom programu HRT-a u 20:00 sati. Prva emisija naišla je na negativne kritike javnosti i kritičara. Zamjerano joj je što je uvelike podsjećala na uspješne projekte kao što su HRT-ovi "Genijalci" i emisiju Nove TV "U sridu". Posljednja emisija emitirana je 13. ožujka 2009., a samo nekoliko dana HRT je donio odluku kako emisija neće dobiti novu sezonu zbog porazne gledanosti i loših kritika.

## Stalna postava
- Dražen Ilinčić kao voditelj
- Vid Balog kao dr. Nevid Kulen Hedervary
- Davor Gobac kao dr. Fridrich Friedl
- Davor Dretar Drele kao dr. Davorsko Schelswig Hollstein
- Goran Pirš kao dr. Florijan Flambiro.